# 4. Panzergrenadierdivision (Bundeswehr)
Die 4. Panzergrenadierdivision (4. PzGrenDiv), von 1956 bis 1959 4. Grenadierdivision (4. GrenDiv), von 1970 bis 1980 4. Jägerdivision (4. JgDiv), war eine Division des Heeres der Bundeswehr mit Standort zuletzt in Regensburg. Die Truppenteile der Division waren vorwiegend im Osten Bayerns in den Regierungsbezirken Oberpfalz, Niederbayern und Oberfranken stationiert. In der Heeresstruktur Neues Heer für neue Aufgaben (1996–2000) fusionierte die Division mit der 1. Luftlandedivision zum Kommando Luftbewegliche Kräfte / 4. Division und hörte damit de facto auf als eigenständige Division zu existieren. Dieser Nachfolge-Großverband war Keimzelle der späteren Division Spezielle Operationen.

## Verbandsabzeichen
Das Verbandsabzeichen entspricht dem Wappen des bayerischen Regierungsbezirks Oberpfalz, in dem der Division zugehörige Verbände und Einheiten im Schwerpunkt disloziert waren. Heraldisch ist das Wappen gespalten durch eine aufsteigende und eingeschweifte rote Spitze, darin zwei schräg gekreuzte silberne Schlüssel; vorne in Schwarz ein linksgewendeter, rot bewehrter und rot gekrönter goldener Löwe, hinten die bayerischen Rauten.
Der goldene Löwe und die weiß-blauen Rauten verweisen auf die wittelsbachische Herrschaft in der Oberpfalz seit dem Mittelalter. Der Pfälzer Löwe und die bayerischen Rauten finden sich seit dem 16. Jahrhundert im Siegelbild der oberpfälzischen Landschaft. Die schräg gekreuzten silbernen Schlüssel im roten Feld stehen für die ehemalige Reichsstadt Regensburg. Die Schlüssel, Attribut des heiligen Petrus, bezogen sich ursprünglich auf den Patron des Regensburger Domes. Die Tingierung Weiß-Rot entspricht sowohl den Farben des Reichs (für die Stadt Regensburg) als auch des früheren Hochstifts Regensburg.
In Regensburg waren der Stab der 4. Panzergrenadierdivision und weitere direkt dem Divisionskommando unterstellte Einheiten stationiert. Das Verbandsabzeichen der Division (geführt von Stab, Stabskompanie und den Einheiten der Divisionstruppen) war mit einer silbernen Kordel mit eingeflochtenem schwarzen Faden umrandet.
Das Verbandsabzeichen hat nach Auflösung der 4. Panzergrenadierdivision im Wappen der Panzerbrigade 12 „überlebt“. Da diese Brigade die 3. Brigade einer Division (hier 4. PzGrenDiv) war, ist das Brigadeverbandsabzeichen jedoch gelb umrandet.

## Geschichte
Die Division wurde 1956 (Heeresstruktur I) unter der Bezeichnung 4. Grenadierdivision aus Bundesgrenzschutztruppen des Bundesgrenzschutzkommandos Süd zunächst in München aufgestellt. Die Division war zunächst dem II. Korps in Ulm unterstellt. Bereits am 15. September wurde der Divisionsstab nach Regensburg verlegt. Anfänglich unterstanden der Division die Stab und Stabskompanie, die Kampfgruppe A 4 (Amberg), die Kampfgruppe B 4 (Coburg, später Ellwangen), das Fernmeldebataillon 4 (Regensburg), das Grenadierbataillon 4 (Deggendorf), das Grenadierbataillon 14 (Hof / Stadtsteinach), das Grenadierbataillon 24 (Coburg, später Ellwangen), das Grenadierbataillon 34 (Coburg, später Wildflecken), das Panzerbataillon 4 (Weiden, später: Amberg), das Pionierbataillon 4 (Rosenheim), das Flugabwehrbataillon 4 (Amberg), das Artillerieregiment 4 (Weiden), die Leichte Feldinstandsetzungskompanie 4 (Amberg), die Quartiermeisterkompanie 4 (Murnau), die Feldjägerkompanie 4 (Regensburg), das Musikkorps VI (München). 1958 wurde zusätzlich die Kampfgruppe C4 aufgestellt. Seit 1958 wurde der Verband in die Strukturen der NATO eingebunden. 1959 wurde die 4. Grenadierdivision in 4. Panzergrenadierdivision umbenannt. 1959 wurden die Kampfgruppen in Brigaden umgegliedert. Es entstanden die Panzergrenadierbrigade 10 in Weiden, die Panzergrenadierbrigade 11 in Bogen (ehemals Kampfgruppe B 4), die Panzerbrigade 12 (Amberg) (ehemals Kampfgruppe A4) und die Panzerbrigade 30. Die Panzerbrigade 30 wechselte bereits 1959 in die neu aufgestellte 10. Panzergrenadierdivision. 1970 wurde die Division in 4. Jägerdivision umbenannt und umgegliedert. Die unterstellten Panzergrenadierbrigaden wurden ebenfalls in Jägerbrigaden umgegliedert. In der Heeresstruktur 4 (ab 1980) wurde die Division wieder in 4. Panzergrenadierdivision umbenannt und umgegliedert. Ihr unterstanden dann die folgenden Verbände und Einheiten:
- Stab/Stabskompanie 4. Panzergrenadierdivision, Regensburg
- Heeresmusikkorps 4, Regensburg
- Heeresfliegerstaffel 4, Feldkirchen
- Panzergrenadierbrigade 10, Weiden
- Panzergrenadierbrigade 11, Bogen
- Panzerbrigade 12, Amberg
- Artillerieregiment 4, Regensburg
  -  Feldartilleriebataillon 41, Regensburg
  -  Raketenartilleriebataillon 42, Hemau
  -  Beobachtungsbataillon 43, Amberg
  -  Begleitbatterie 4, Hemau
- Flugabwehrregiment 4, Regensburg
- Panzeraufklärungsbataillon 4, Roding
- Pionierbataillon 4, Bogen
- Fernmeldebataillon 4, Regensburg
- Instandsetzungsbataillon 4, Regensburg
- Nachschubbataillon 4, Regensburg
- Sanitätsbataillon 4, Regensburg
- ABC-Abwehrkompanie 4, Sonthofen
- Fernmeldekompanie 4 Eloka, Donauwörth
- Fernmeldeausbildungskompanie 1/4, Regensburg
- Ausbildungskompanie Stabsdienst/MKF 2/4, Hemau
- Panzeraufklärungsausbildungskompanie 3/4, Roding
- Instandsetzungsausbildungskompanie 5/4, Hemau
- Instandsetzungsausbildungskompanie 6/4, Pfreimd
- Nachschubausbildungskompanie 7/4, Amberg
- Feldnachrichtenzug 4, Regensburg (GerEinh)
- Feldersatzbataillon 41, Regensburg (GerEinh)
- Feldersatzbataillon 42, Ebenhausen / Münchsmünster (GerEinh)
- Feldersatzbataillon 43, Roth (GerEinh)
- Feldersatzbataillon 44, Feldkirchen (GerEinh)
- Feldersatzbataillon 45, Amberg (GerEinh)
- Jägerbataillon 46, Hemau (GerEinh)
- Jägerbataillon 47, Feldkirchen (GerEinh)
- Sicherungsbataillon 48, Amberg (GerEinh).

1994 fusionierte die 4. Panzergrenadierdivision mit der 1. Luftlandedivision zum Kommando Luftbewegliche Kräfte / 4. Division, das aus Traditionsgründen im Namen an die 4. Division erinnerte. De facto hörte die Division damit auf zu existieren. 2001 wurde auch dieser Nachfolgeverband aufgelöst und in die Division Spezielle Operationen umgegliedert.

## Kommandeure
| Nr. | Name                                    | Kommandeur von  | Kommandeur bis     |
| --- | --------------------------------------- | --------------- | ------------------ |
| 14  | Generalmajor Jürgen Reichardt           | 1. Oktober 1989 | 31. März 1994      |
| 13  | Generalmajor Kurt Barthel               | 1. April 1985   | 30. September 1989 |
| 12  | Generalmajor Wolfgang Odendahl          | 1. Oktober 1982 | 31. März 1985      |
| 11  | Generalmajor Gerhard Wachter            | 1. April 1980   | 30. September 1982 |
| 10  | Generalmajor Gert Kohlmann              | 1. Oktober 1974 | 31. März 1980      |
| 9   | Generalmajor Rüdiger von Reichert       | Januar 1971     | 30. September 1974 |
| 8   | Brigadegeneral Joachim-Frithjof Lindner | 1. Oktober 1970 | Januar 1971        |
| 7   | Generalmajor Helmut Schönefeld          | 1. Oktober 1968 | 30. September 1970 |
| 6   | Generalmajor Hellmut Grashey            | 1. April 1966   | 30. September 1968 |
| 5   | Generalmajor Johannes Härtel            | 1. April 1964   | 31. März 1966      |
| 4   | Generalmajor Friedrich Übelhack         | Oktober 1959    | 31. März 1964      |
| 3   | Generalmajor Hellmuth Laegeler          | Mai 1957        | Oktober 1959       |
| 2   | Generalmajor Kurt Spitzer               | September 1956  | April 1957         |
| 1   | Brigadegeneral Hans Höffner             | Juli 1956       | August 1956        |